# Robert Morley
Pour les articles homonymes, voir Morley.
Robert Morley est un acteur et scénariste britannique, né le 26 mai 1908 à Semley, Wiltshire (Royaume-Uni), et mort le 3 juin 1992 à Reading, Berkshire (Royaume-Uni).

## Filmographie

### Comme acteur

#### Cinéma
- 1938 : Marie-Antoinette de W. S. Van Dyke : le roi Louis XVI
- 1940 : The Big Blockade de Charles Frend : Von Geiselbrecht
- 1941 : You Will Remember de Jack Raymond : Tom Barrett / Leslie Stuart
- 1941 : La Commandante Barbara (Major Barbara) de Gabriel Pascal : Andrew Undershaft
- 1942 : This Was Paris de John Harlow : Van Der Stuyl
- 1942 : The Foreman Went to France de Charles Frend : Mayor Coutare of Bivary
- 1942 : Partners in Crime de Sidney Gilliat et Frank Launder : le juge
- 1942 : The Young Mr. Pitt de Carol Reed : Charles James Fox
- 1945 : I Live in Grosvenor Square de Herbert Wilcox : Le Duc d'Exmoor
- 1947 : Le Fantôme de Berkeley Square (The Ghosts of Berkeley Square) de Vernon Sewell : Gen. "Jumbo" Burlap / Nawab de Bagwash
- 1949 : La Mort apprivoisée (The Small Back Room) de Michael Powell et Emeric Pressburger : le Ministre
- 1951 : L'Odyssée de l'African Queen (The African Queen, titre québécois La Reine africaine) de John Huston : Révérant Samuel Sayer
- 1951 : Le Banni des îles (Outcast of the Islands) de Carol Reed : Elmer Almayer
- 1952 : Curtain Up de Ralph Smart : W.H. 'Harry' Derwent Blacker
- 1953 : The Final Test de Anthony Asquith : Alexander Whitehead
- 1953 : Gilbert et Sullivan (The Story of Gilbert and Sullivan) de Sidney Gilliat : W. S. Gilbert
- 1953 : La Valse de Monte-Carlo (Melba) de Lewis Milestone : Oscar Hammerstein I
- 1953 : Plus fort que le diable (Beat the Devil, titre belge Mort au diable) de John Huston : Peterson
- 1954 : Les bons meurent jeunes (The Good Die Young, titre en Belgique l'Engrenage) de Lewis Gilbert : Sir Francis Ravenscourt
- 1954 : Casaque arc-en-ciel de Basil Dearden : Lord Logan
- 1954 : Le Beau Brummel (Beau Brummell) de Curtis Bernhardt : le roi George III
- 1955 : Les Aventures de Quentin Durward (Quentin Durward) de Richard Thorpe : le roi Louis XI
- 1956 : Qui perd gagne (Loser Takes All) de Ken Annakin : Dreuther
- 1956 : Le Tour du monde en quatre-vingts jours (Around the World in Eighty Days) de Michael Anderson : Ralph
- 1958 : L'habit fait le moine (Law and Disorder) de Charles Crichton : le juge Crichton
- 1958 : La Blonde et le Shérif (The Sheriff of Fractured Jaw) de Raoul Walsh : Oncle Lucius
- 1958 : Le Dilemme du docteur (The Doctor's Dilemma) de Anthony Asquith : Sir Ralph Bloomfield-Bonington
- 1959 : Le Voyage (The Journey) de Anatole Litvak : Hugh Deverill
- 1959 : La nuit est mon ennemie (Libel) de Anthony Asquith : Sir Wilfred
- 1959 : La Bataille des sexes (The Battle of the Sexes) de Charles Crichton : Robert MacPherson
- 1960 : L'Esclave du pharaon (Giuseppe venduto dai fratelli) d'Irving Rapper et Luciano Ricci : Potiphar
- 1960 : Oscar Wilde de Gregory Ratoff : Oscar Wilde
- 1961 : Les Jeunes (en) (The Young Ones) de Sidney J. Furie : Hamilton Black
- 1962 : Tout feu, tout femme (en) (Go to Blazes) de Michael Truman : Arson Eddie
- 1962 : Astronautes malgré eux (The Road to Hong Kong) de Norman Panama : Chef du 3e échelon
- 1962 : The Boys de Sidney J. Furie : Montgomery
- 1963 : À neuf heures de Rama (Nine Hours to Rama) de Mark Robson : P.K. Mussadi
- 1963 : Meurtre au galop (Murder at the Gallop) de George Pollock : Hector Enderby
- 1963 : The Old Dark House de William Castle : Roderick Femm
- 1963 : Ah! Si papa savait ça (Take Her, She's Mine) de Henry Koster : Mr. Pope-Jones, l'anglais
- 1963 : Ladies Who Do de C.M. Pennington-Richards : Colonel Whitforth
- 1964 : X 13 agent secret (Hot Enough for June) de Ralph Thomas : Colonel Cunliffe
- 1964 : L'Ange Pervers (Of Human Bondage) de Ken Hughes et Bryan Forbes : Dr. Jacobs
- 1964 : Topkapi de Jules Dassin : Cedric Page
- 1964 : Rhythm 'n' Greens de Christopher Miles : Narrator
- 1965 : Genghis Khan d'Henry Levin : l'empereur de Chine
- 1965 : Ces merveilleux fous volants dans leurs drôles de machines (Those Magnificent Men in Their Flying Machines or How I Flew from London to Paris in 25 hours 11 minutes) de Ken Annakin : Lord Rawnsley
- 1965 : Le Cher Disparu (The Loved One) de Tony Richardson : Sir Ambrose Ambercrombie
- 1965 : Sherlock Holmes contre Jack l'Éventreur (A Study in Terror) de James Hill : Mycroft Holmes
- 1965 : ABC contre Hercule Poirot (The Alphabet Murders) de Frank Tashlin : Arthur Hastings
- 1965 : Les Chemins de la puissance de Ted Kotcheff : Tiffield
- 1965 : Le Point et la Ligne (The Dot and the Line: A Romance in Lower Mathematics) de Chuck Jones et Maurice Noble : Narrateur (voix)
- 1966 : Paradiso, hôtel du libre-échange (Hotel Paradiso) de Peter Glenville : Henri Cotte
- 1966 : Tiens bon la rampe, Jerry (Way... Way Out) de Gordon Douglas : Harold Quonset
- 1966 : Minibombe et Minijupes de Sidney Hayers : Colonel Roberts
- 1966 : La Planque (The Trygon Factor) de Cyril Frankel : Hubert Hamlyn
- 1966 : Tendre Voyou de Jean Becker : Lord Swift
- 1967 : Sept fois femme (Woman Times Seven) de Vittorio De Sica : Dr. Xavier, 'Super Simon'
- 1968 : Chauds, les millions (Hot Millions) de Eric Till : Caesar Smith
- 1969 : Some Girls Do de Ralph Thomas : Miss Mary
- 1969 : Davey des grands chemins (Sinful Davey) de John Huston : Duc d'Argyll
- 1969 : L'Ange et le Démon (Twinky) de Richard Donner : Judge Roxborough
- 1970 : Doctor in Trouble de Ralph Thomas : Capitaine George Spratt
- 1970 : Cromwell de Ken Hughes : The Earl of Manchester
- 1970 : Song of Norway de Andrew L. Stone : Berg
- 1971 : When Eight Bells Toll de Étienne Périer : Oncle Arthur
- 1973 : Théâtre de sang (Theatre of Blood) de Douglas Hickox : Meredith Merridew
- 1975 : Hugó a víziló de Bill Feigenbaum : le Sultan (voix)
- 1976 : L'Oiseau bleu (The Blue Bird) de George Cukor : le Père Time
- 1978 : La Grande cuisine (Who Is Killing the Great Chefs of Europe?) de Ted Kotcheff : Max
- 1979 : The Human Factor d'Otto Preminger : Dr. Percival
- 1979 : Scavenger Hunt de Michael Schultz : Charles Bernstein
- 1980 : Oh Heavenly Dog de Joe Camp : Bernie
- 1981 : Loophole de John Quested : Godfrey
- 1981 : La Grande Aventure des Muppets (The Great Muppet Caper) de Jim Henson : Gentleman anglais
- 1983 : Les Aventuriers du bout du monde (High Road to China) de Brian G. Hutton : Bentik
- 1984 : Second Time Lucky de Michael Anderson : Dieu
- 1987 : The Wind (vidéo) de Nico Mastorakis : Elias Appleby
- 1987 : The Trouble with Spies de Burt Kennedy : Angus
- 1987 : La Petite Dorrit (Little Dorrit) de Christine Edzard : Lord Decimus Barnacle
- 1989 : Istanbul de Mats Arehn : Atkins

#### Télévision
- 1951 : Parent-Craft de Robert Morley (lui-même) (série TV) : R. Cressington-Tallboy
- 1955 : The United States Steel Hour (en) de William Dean Howells (série TV, 1 épisode, Edward My Son) : Arnold Holt
- 1958 et 1959 : Tales from Dickens (série TV, 2 épisodes) : Mr. Micawber
- 1959 : Armchair Theatre (série TV, 1 épisode, Young David) : Mr. Micawber
- 1961 : If the Crown Fits (série TV) : King Rupert of Grabnia
- 1963 : Comedy Playhouse (série TV, 1 épisode, Our Man in Moscow) : Sir William Hunter
- 1966 : Lucy in London (téléfilm)
- 1969 : Charge! (série TV) : Herbert Todhunter
- 1974 : Great Expectations (téléfilm) de Joseph Hardy : Oncle Pumblechook
- 1982 : Deadly Game (téléfilm) de George Schaefer : Emile Carpeau
- 1983 : The Old Men at the Zoo (feuilleton TV) : Lord Godmanchester
- 1985 : Alice au pays des merveilles (Alice in Wonderland) (téléfilm) de Harry Harris (en) : le Roi de Cœur
- 1988 : Les Orages de la Guerre (War and Remembrance) de Dan Curtis (feuilleton TV) : Alistair Tudsbury
- 1989 : Le Cavalier masqué (The Lady and the Highwayman) (téléfilm) de John Hough : Lord Chancellor
- 1989 : Le Tour du monde en quatre-vingts jours de Buzz Kulik (série télévisée) : Wentworth

### Comme scénariste
- 1936 : The Belles of St. Clements de Ivar Campbell (non crédité)
- 1938 : Goodness, How Sad! de Tyrone Guthrie (téléfilm adaptée de la pièce de théâtre)
- 1940 : Return to Yesterday de Robert Stevenson (pièce de théâtre)
- 1949 : Édouard, mon fils (Edward, My Son) de George Cukor (d'après la pièce de théâtre)
- 1951 : L'épisode Édouard, mon fils de Arthur Arent dans la série télévisée Parent-Craft (série TV)
- 1964 : An Evening with Robert Morley de Robert Morley (téléfilm)
- 1967 : Der Querkopf de Karl-Heinz Bieber (téléfilm adapté de la pièce de théâtre)

### Interprète
- 1985 : Can You Hear Us, Alice? dans Alice au pays des merveilles (Alice in Wonderland) (téléfilm) de Harry Harris (en)